# Godzimir Małachowski
Godzimir Małachowski (31. října 1852 Lvov – 23. června 1908 Vídeň) byl rakouský právník a politik polské národnosti z Haliče, na počátku 20. století poslanec Říšské rady a starosta Lvova.

## Biografie
Profesí byl advokátem. Jeho otec byl chudým šlechticem a nižším zemským úředníkem. Godzimir brzy osiřel. Vychovala ho adoptivní rodina Ludwika Aleksandra Małuji, jenž pracoval jako úředník u lvovského apelačního soudu. Godzimir vystudoval gymnázium ve Lvově a pak práva na Lvovské univerzitě, kde roku 1873 získal titul doktora práv. Nastoupil jako soudní adjunkt ve městě Vynnyky u Lvova, kde si roku 1881 založil advokátní kancelář. Od roku 1888 byl členem lvovské advokátní komory. V letech 1887–1899 působil ve vedení Haličské spořitelny. Od roku 1893 byl rovněž členem lvovské pobočky právnické jednoty. Publikoval řadu spisů a článků na právnická témata. V červnu 1894 se účastnil sjezdu advokátů ve Vídni.
Profiloval se jako odborník na živnostenské otázky a naftový průmysl. Od roku 1896 do roku 1905 zastával úřad starosty Lvova. Členem lvovské městské rady byl od roku 1892. Zasedal v obecních komisích. Jako starosta se zasloužil o rozvoj města. Došlo k výstavbě vodovodu, jatek, elektrické dráhy a městského divadla. Z postu starosty odešel poté, co se v městské radě změnily silové poměry. Sám patřil do měšťanské politické skupiny tzv. Strzelnicy.
V říjnu 1896 byl zvolen na Haličský zemský sněm a dvakrát mandát obhájil. Působil i jako poslanec Říšské rady (celostátního parlamentu Předlitavska), kam usedl v doplňovacích volbách roku 1904 za kurii obchodních a živnostenských komor v Haliči, obvod Lvov. Nastoupil 30. listopadu 1904 místo J. Piepese-Poratyńského. Uspěl i ve volbách do Říšské rady roku 1907, konaných poprvé podle všeobecného a rovného volebního práva. Byl zvolen za obvod Halič 01. Poslancem byl do své smrti roku 1908. Pak ho v parlamentu vystřídal Gustaw Roszkowski. Ve funkčním období 1907–1911 se uvádí jako rytíř Dr. Godzimir Małachowski, zemský poslanec, zemský advokát a majitel domu a statku.
Roku 1906 se uvádí coby člen poslaneckého Polského klubu. Členem Polského klubu byl i po roce 1907. V jeho rámci patřil k demokratickému křídlu, Polskie Stronnictwo Demokratyczne.
Zemřel v červnu 1908 ve vídeňském sanatoriu po provedené operaci. Šlo o operaci žlučových kamenů. Pohřben byl na Lyčakovském hřbitově.